# Берковец (Киев)
Беркове́ц (другие названия — Берковцы́, Берко́вский двор; укр. Берковець, Берківці, Бирковець, Берківський ґрунт) — историческая местность Киева, бывший хутор. Расположена вдоль улиц Берковецкой, Газопроводной, Синеозёрной, Стеценко. Граничит с местностями Виноградарь, Нивки, Новобеличи.

## История
Впервые местность упомянута в 1240 году как поселение Берков, которые принадлежали к Киево-Печерскому монастырю. В XVII веке деревня Берковец принадлежит сначала католическому монастырю, а позднее Братскому монастырю. С 1731 года принадлежала Киевскому магистрату.
Хутор Берковец был присоединён к Киеву в 1923 году. В 1950-е годы рядом был обустроен большой дачный посёлок, а между Берковцом и Нивками — городское кладбище.
Пригородный посёлок городского типа Коцюбинское до 1940 года также носил название Берковец, поскольку был основан бывшими жителями хутора.